# Kronstadt
Kronstadt (tiếng Nga: Кроншта́дт), cũng viết Kronshtadt, Cronstadt (tiếng Đức: Krone), (tiếng Phần Lan: Retusaari) là một thành phố cảng biển của Nga, nằm trên đảo Kotlin, 30 km (19 dặm) về phía tây của Saint Petersburg gần về phía đầu của vịnh Phần Lan. Thành phố nằm dưới sự quản lý của thành phố Saint Petersburg liên bang và cũng là cảng chính của nó. Trong tháng 3 năm 1921, nó là nơi xảy ra cuộc nổi dậy Kronstadt.
Theo truyền thống, đây là nơi đóng trụ sở của Hải quân Nga và căn cứ của Hạm đội Baltic của Nga được đặt tại Kronstadt bảo vệ lối tiếp cận để Saint Petersburg. Trung tâm lịch sử của thành phố và các công sự của nó là một phần của di sản thế giới Saint Petersburg và các nhóm liên quan của di tích.
Kronstadt là một nơi hành hương cho các tín đồ Kitô hữu Chính thống giáo trong nhiều năm do tưởng nhơ thánh của Thánh Gioan Kronstadt.

## Thành phố kết nghĩa
Kronstadt kết nghĩa với:
- Annapolis, Hoa Kỳ
- Asipovichy, Belarus
- Xương Lê, Trung Quốc
- Dax, Pháp
- Demre, Thổ Nhĩ Kỳ
- Feodosia, Krym
- Ii, Phần Lan
- Kotka, Phần Lan
- Lư Sơn, Trung Quốc
- Marostica, Ý
- Messina, Ý
- Mühlhausen, Đức
- Nafplio, Hy Lạp
- Narva-Jõesuu, Estonia
- Nordborg (Sønderborg), Đan Mạch
- Oulu, Phần Lan
- Oxelösund, Thụy Điển
- Piła, Ba Lan
- Bình Hồ, Trung Quốc
- Põhja-Tallinn (Tallinn), Estonia
- Pudasjärvi, Phần Lan
- Sumoto, Nhật Bản
- Toulon, Pháp
- Chung Sơn, Trung Quốc